# شینجی تومیناری
شینجی تومیناری (انگلیسی: Shinji Tominari؛ زادهٔ ۲۲ فوریهٔ ۱۹۸۷) بازیکن فوتبال اهل ژاپن است.